# 欧什区
欧什区是法国热尔省所辖的一个区。总面积2134平方公里，总人口81892，人口密度38人/平方公里（2017年）。主要城镇为欧什。

## 辖区
欧什区辖有12个县和134个市镇。